# Barkskål
Barkskål (Lachnum corticale) är en svampart som först beskrevs av Christiaan Hendrik Persoon, och fick sitt nu gällande namn av John Axel Nannfeldt 1932. Lachnum corticale ingår i släktet Lachnum och familjen Hyaloscyphaceae.   Inga underarter finns listade i Catalogue of Life.
I den svenska databasen Dyntaxa används istället namnet Lasiobelonium corticale för samma taxon.  Arten är reproducerande i Sverige.